# Chrysops pellucidus
Chrysops pellucidus är en tvåvingeart som beskrevs av Fabricius 1805. Chrysops pellucidus ingår i släktet Chrysops och familjen bromsar. Inga underarter finns listade i Catalogue of Life.